# アイリーン・ゲスト
アイリーン・メイ・ゲスト (Irene May Guest、1900年7月22日 - 1970年6月14日) はアメリカの競泳選手。結婚後の名前であるアイリーン・ルーグ (Irene Loog)でも知られている。オリンピックで金メダルを獲得しており、世界記録を保持していたこともある。19歳の時に、アメリカ代表として1920年のアントワープオリンピックに出場し、2つのメダルを獲得した。初めは女子100m自由形で1分17秒0を出し、同じくアメリカのエセルダ・ブレーブトリーに次いで2位となり、銀メダルを獲得した。女子4 x 100m自由形リレーにおいてブレーブトリー、フランシス・シュロス、マーガレット・ウッドブリッジとともにアメリカ代表で出場し、5分11秒6のタイムを出し金メダルを獲得した。
1990年に「名誉ある先駆的スイマー」として国際水泳殿堂入りを果たした。

## さらに見る
- オリンピックの競泳競技・女子メダリスト一覧